# Rinocerizare
Rinocerizare este un neologism cu referință la piesa de teatru Rinocerii, inventat de Eugen Ionescu pentru a desemna procesul molipsitor de aderare a oamenilor la fascism.
Eugen Ionescu a trăit între 1925-1938 în România, perioadă în care asistă la înființarea grupului mistic și naționalist legionar, și la procesul prin care Legiunea Arhanghelului Mihail (și mai târziu Garda de Fier) a devenit o mișcare politică (partid) de masă. În aceeași perioadă Germania, Spania și Italia treceau prin procese similare de alunecare în fascism. Ionescu compară astfel cetățeanul care aderă la fascism cu un rinocer, animal stupid, violent, coleric și pe jumătate orb care se năpustește sălbatic înainte fără să-l intereseze ce se află acolo.
Rinocerita rezumă ceea ce Eugen Ionescu percepe a fi în epocă două mari maladii ideologice, anume totalitarismul (sub forma lui istorică de nazism și fascism) și conformismul: „Trebuie să urmăm spiritul epocii”, declară în piesă un personaj (învățătorul pensionar Botard). Eugen Ionescu denunță astfel linia minimei rezistențe aplicată sistematic de omul tipic al majorității, oricare ar fi ea, căci este infinit mai dificil să ne asumăm responsabilitatea propriilor opinii și gesturi decât să consumăm ideologiile la modă la un moment dat. 